# María Asúnsolo
María Asúnsolo (San Luis, Misuri; 1904 - Cuernavaca, Morelos; 25 de febrero de 1999), fue una promotora y galerista mexicana muy reconocida en el medio cultural mexicano del siglo XX. Fue también modelo de numerosos artistas. Se considera que Asúnsolo fue la mujer más retratada por los pintores y fotógrafos de su época.

## Biografía
María Luisa Asúnsolo Morand nació en San Luis Misuri, Estados Unidos, hacia 1904. Fue la hija primogénita del matrimonio de Manuel Dolores Asúnsolo Jaques y Marie Morand Pitre. Su padre fue un ingeniero militar y minero quien, al estallar la revolución mexicana, se unió a las fuerzas de Emiliano Zapata y fue asesinado en 1911, con lo que María Luisa quedó huérfana de padre desde niña. Su madre era oriunda de Ontario, Canadá. Fue sobrina del escultor Ignacio Asúnsolo y prima hermana de Dolores Asúnsolo López Negrete, más conocida como Dolores del Río.
En 1925 contrajo matrimonio con Agustín Diener Struck, un empresario de ascendencia alemana dueño de la famosa joyería La Perla con quien procreó a su único hijo, Agustín Manuel. Después de divorciarse de Diener, Asúnsolo conoce al muralista David Alfaro Siqueiros y mantiene una relación sentimental con él, posteriormente estuvo casada brevemente con Dan Breen, un empresario estadounidense propietario de extensos ranchos en Tamaulipas y, luego, con el escritor y político mexicano Mario Colín Sánchez.

## María Asúnsolo y el arte en México
María Asúnsolo tuvo muy buenas relaciones con personalidades políticas, empresarios y artistas de su época. Esta circunstancia la llevó a incursionar en el mundo del comercio de obra artística. De tal manera, en los años de 1930 adaptó su departamento ubicado en Paseo de la Reforma como Galería de Arte María Asúnsolo (GAMA). Ahí expusieron y vendieron su obra artistas de la talla de Diego Rivera, David Alfaro Siqueiros, María Izquierdo, Antonio Ruiz, Manuel Rodríguez Lozano,Federico Cantú, Carlos Mérida, Juan Soriano o Raúl Anguiano, entre otros. En poco tiempo, la galería de Asúnsolo se volvió un referente de la vida cultural y ella se convirtió en una importante mecenas y promotora de la plástica mexicana. Fue la primera persona en organizar una exposición de arte mexicano contemporáneo fuera de la capital del país, que tuvo lugar en Puebla en agosto de 1941. Posteriormente se encargó de organizar exposiciones fuera de México.
Paralelamente a su labor de promoción del arte contemporáneo mexicano, María Asúnsolo fue modelo de muchos artistas de su época. En algún tiempo, el Museo Nacional de Arte (MUNAL) albergó una sala dedicada a ella con obra donada por la misma Asúnsolo a partir de 1987. Entre algunas obras destacadas de la colección se encuentran: Retrato de María Asúnsolo, de María Izquierdo, Retrato de María Asúnsolo bajando la escalera, de David Alfaro Siqueiros, Retrato de María Asúnsolo de niña en la silla, de Jesús Guerro Galván, de Federico Cantú, Retrato de María Asúnsolo en rosa, de Juan Soriano, así como incontables retratos de la autoría de fotógrafos como Gisèle Freund, Manuel Álvarez Bravo o del Estudio Fotográfico Semo de la fotógrafa Mollie Steimer y Senya Fleshing.